# Oganesson
Oganesson (tidl. også eka-radon og ununoctium) er det 118. grundstof i det periodiske system, med det kemiske symbol Og Denne radioaktive ædelgas (om end stoffet formodentlig ikke er en gasart ved normale tryk- og temperaturforhold) findes ikke i naturen, men kan syntetiseres i uhyre beskedne mængder ad gangen i laboratorier.
Den 30. december 2015 godkendte IUPAC eksistensen af grundstof nummer 118. De har givet forskningscentrene Lawrence Livermore i USA og Dubna i Rusland retten til at navngive grundstof nummer 118 efter et mytologisk begreb, et mineral, et sted eller land, en egenskab eller en forsker. Efter navneforslaget er offentliggjort, har folk fem måneder til at gøre indsigelser, før navnet bliver permanent. Den 8. juni 2016 blev navnet på oganesson offentliggjort af IUPAC, grundstoffet er opkaldt efter den nulevende armenskrussiske atomfysiker Jurij Oganesjan. Da oganesson ligger i ædelgasgruppen, skal navnet ende på "-on".

## Egenskaber
Ædelgasserne er almindeligvis kendt for at være meget lidt reaktionsvillige, dog er de tungere ædelgasser en anelse mere tilbøjelige til at indgå i kemiske forbindelser end de lette, men teoretiske beregninger tyder på at oganesson er markant mere reaktivt end selv radon; måske endda mere reaktivt end ikke-ædelgasserne copernicium (112) og flerovium (114).
En anden usædvanlig egenskab man forventer af oganesson, er at denne ædel-"gas" måske er et flydende eller fast stof ved "normale" temperatur- og trykforhold. Viser det sig alligevel at være en gasart, bliver der tale om en af de højeste molmasser for en gasart, kun overgået af uranhexafluorid.
Man har endnu ikke dannet kemiske forbindelser med oganesson, men der er lavet beregninger over teoretiske oganesson-forbindelser siden 1964. Disse beregninger tyder på at oganesson kan danne to-atomige molekyler (Og2) med omtrent lige så stærke bindinger som dem man finder i tilsvarende kviksølv-molekyler (Hg2). Oganesson binder sig kun ganske svagt til brint (som i OgH) – til gengæld tyder beregningerne på at de kan danne særdeles stabile forbindelser med stærkt elektronegative grundstoffer; endnu mere stabile end tilsvarende copernicium- og flerovium-forbindelser. I forbindelserne OgF2 og OgF4 vil oganesson ifølge beregningerne kunne optræde stabilt med oxidationstrinene +2 og +4. Hvor tilsvarende fluorforbindelser med andre ædelgasser danner "flade", plane molekyler, forventes OgF4 at danne tetraeder-formede molekyler.

## Fremstilling af oganesson
Som med andre tilsvarende tunge grundstoffer skabes oganesson i en kollision mellem to grundstoffer; ioner af et relativt let grundstof accelereres mod en "skydeskive" af et tungere grundstof: Herved skabes enten direkte en oganesson-atomkerne, eller et andet tungt grundstof som siden kan henfalde til oganesson.

## Historie
Sidst i 1998 offentliggjorde den polske fysiker Robert Smolanczuk nogle beregninger over mulighederne for at skabe supertunge grundstoffer, herunder at grundstoffet med atomnummer 118 kunne dannes ved en kollision under kontrollerede betingelser mellem bly og krypton. Året efter udførte forskere ved Lawrence Berkeley National Laboratory forsøget i praksis, og meddelte at man ved en kollision mellem 86Pb og 208Kr havde skabt ikke blot 293Og, men også en isotop af livermorium. Imidlertid havde andre laboratorier ikke held med at gentage eksperimentet, og i 2000 måtte de kalde deres resultater tilbage. I 2002 meddelte laboratoriets direktør, at årsagen til den "falske alarm" var nogle data som en af forskerne, Victor Ninov, havde forfalsket.
I oktober 2006 meddelte forskere fra Lawrence Berkeley National Laboratory og det Forenede institut for kerneforskning i Dubna i Rusland, at de indirekte havde påvist tre atomkerner af isotopen 294Og; én i 2002 og yderligere to i 2005, alle som et resultat af en kollision mellem 48Ca og 249Cf.
Chancen for at en enkelt sådan kollision resulterer i et oganesson-atom er uhyre lille; i løbet af fire måneder skød man 4·1019 calcium-ioner mod californium-"skydeskiven" og formåede blot at skabe én enkelt oganesson-kerne. Til gengæld er forskerne temmelig sikre på at der denne gang ikke er tale om en "falsk alarm"; sandsynligheden for at "tilfældige" processer kunne give anledning til de indirekte "spor" af oganesson man målte, er beregnet til én mod 100.000.

## Isotoper af oganesson
Man kender to isotoper af oganesson; 293Og og 294Og, hvoraf man har kunnet bestemme sidstnævntes halveringstid; et sted mellem godt et halvt og knap to millisekunder.